# Think About Things
Think About Things è un singolo del cantante islandese Daði Freyr, pubblicato il 9 aprile 2020 come primo estratto dal secondo EP Welcome.
Il brano ha vinto la quindicesima edizione dei Söngvakeppnin, guadagnando il diritto di rappresentare l'Islanda all'Eurovision Song Contest 2020 prima della cancellazione dell'evento.

## Descrizione
In un'intervista Freyr ha affermato di come il testo assuma un significato differente a seconda della versione che si ascolta. Infatti la versione in islandese, intitolata Gagnamagnið, parla dell'omonimo gruppo di supporto dell'artista proveniente dal futuro con lo scopo di salvare il mondo con le loro mosse di danza futuristiche. Il testo inglese, invece, tratta il legame, le sensazioni e il rapporto che ha con la figlia di circa 10 mesi.
Dal punto di vista musicale si tratta di un brano elettropop dalle sonorità synth pop con influenze funk.

## Promozione
Il brano è stato presentato per la prima volta dal vivo in occasione della partecipazione dell'artista insieme al suo gruppo Gagnamagnið ai Söngvakeppnin 2020, trionfando il 29 febbraio 2020. Il brano è risultato il più votato dalla giuria nonché quello preferito dal pubblico islandese. Tuttavia in seguito alla cancellazione dell'evento, dovuta alla pandemia di COVID-19, il brano non è stato ammesso all'edizione successiva.
Nonostante la cancellazione dell'evento, il brano ha vinto molti concorsi internazionali ideati per sostituire l'Eurovisiosion Song Contest, tra cui il Der kleine Song Contest (Austria), l'Eurovision: Sveriges 12:a (Svezia), l'ESC: Norge bestemmer (Norvegia) e l'Eurovision 2020: Big Night In! (Australia); l'emittente europea OutTV, con sede nei Paesi Bassi, l'ha inserito al terzo posto a seguito di un sondaggio rivolto al proprio pubblico. Inoltre, prima della cancellazione dell'evento, il brano risultava tra i favoriti per la vittoria secondo i siti di scommesse.
Nello stesso anno il brano è stato incluso come b-side del singolo Where We Wanna Be, mentre nel 2021 è stato inserito nella lista tracce dell'EP Welcome.

## Video musicale
Il video è stato pubblicato il 14 febbraio 2020 attraverso il canale YouTube del cantante. È stato prodotto da Guðný Rós Þórhallsdóttir sotto la supervisione di Birta Rán Björgvinsdóttir per conto dell'Andvari Productions ed è stato girato presso l'omonimo studio situato a Reykjavík.
In un'intervista Daði ha affermato che nel videoclip sono presenti riferimenti ad altri artisti: l'"estetica nerd" con cui sono rappresentati i componenti dei Gagnamagnið prende l'ispirazione dai falsi strumenti realizzati con parti di computer, tipici dei The Brett Domino Trio; mentre il balletto eseguito durante il coro prende ispirazione da quello del videoclip di Skibidi, singolo della band russa dei Little Big, i quali nello stesso anno avrebbero anch'essi dovuto rappresentare il proprio paese all'Eurovision con il brano Uno.

## Tracce
Download digitale
1. Think About Things – 2:53

Download digitale – Hot Chip Remix
1. Think About Things (Hot Chip Remix) – 5:17
2. Think About Things – 2:53
3. Think About Things (Hot Chip Remix Edit) – 3:39

Download digitale – Acoustic
1. Think About Things (Acoustic) – 3:02

Download digitale – Remixes
1. Think About Things (Sodda Remix) – 2:05
2. Think About Things (Tumpperi Remix) – 2:48
3. Think About Things (AMLKR Remix) – 4:10

## Formazione
- Daði Freyr – voce
- Pétur Karl – chitarra
- Gísli Brynjarsson – sassofono
- Árný Fjóla Ásmundóttir – coro
- Hulda Kristín Kolbrúnardóttir – coro
- Sigrún Birna Pétursdóttir – coro
- Arna Lára Pétursdóttir – coro, missaggio
- Aron Ingi Albertsson – missaggio
- Bassi Ólafsson – missaggio
- Styrmia Hauksson – mastering

## Classifiche

### Classifiche settimanali
| Classifica (2020) | Posizione massima |
| ----------------- | ----------------- |
| Belgio (Fiandre)  | 53                |
| Irlanda           | 3                 |
| Islanda           | 1                 |
| Lituania          | 13                |
| Regno Unito       | 34                |
| Svezia            | 33                |

### Classifiche di fine anno
| Classifica (2020) | Posizione |
| ----------------- | --------- |
| Irlanda           | 47        |
| Islanda           | 4         |